# Courry
Courry là một xã trong tỉnh Gard thuộc vùng Occitanie, phía nam nước Pháp. Xã Courry nằm ở khu vực có độ cao trung bình 347 mét trên mực nước biển.